# Woman (Wolfmother)
"Woman" is een nummer van de Australische band Wolfmother. Het nummer verscheen op hun naar de band vernoemde debuutalbum uit 2005. Op 17 juni 2006 werd het nummer uitgebracht als de vierde single van het album.

## Achtergrond
"Woman" is geschreven door bandleden Andrew Stockdale, Chris Ross en Myles Heskett en is geproduceerd door Dave Sardy. Het nummer verscheen oorspronkelijk op de debuut-ep van de groep, Wolfmother uit 2004, en werd een jaar later opnieuw opgenomen voor hun debuutalbum. Het werd veel gedraaid op rockradiostations in de Verenigde Staten; het bereikte hier de zevende plaats in de Hot Mainstream Rock Tracks-lijst en de tiende plaats in de Modern Rock Tracks-lijst. In Australië bereikte het plaats 34 in de hitlijsten, terwijl in het Verenigd Koninkrijk plaats 31 werd behaald. In 2007 kreeg de band een Grammy Award voor het nummer in de categorie Best Hard Rock Performance.
"Woman" verkreeg verdere bekendheid door het gebruik in verschillende media. Zo werd het gebruikt in de computerspellen MotorStorm, Tony Hawk's Project 8, Saints Row 2, Guitar Hero II en Rock Band. Daarnaast werd het gebruikt in de televisieseries Chuck en The Vampire Diaries, alsmede in de trailer van het tweede seizoen van Prison Break. Ook kwam het voor in de film Lesbian Vampire Killers en de trailers van de films The Hangover Part II en Green Lantern. In Nederland werd het nummer gebruikt in een commercial van de ING Bank rondom het Nederlands vrouwenvoetbalelftal ter promotie van het wereldkampioenschap voetbal vrouwen 2019.

## NPO Radio 2 Top 2000
| Nummer met noteringen in de NPO Radio 2 Top 2000 | '18  | '19  | '20  | '21  | '22  | '23  | '24  |
| ------------------------------------------------ | ---- | ---- | ---- | ---- | ---- | ---- | ---- |
| Woman                                            | 1750 | 1579 | 1661 | 1800 | 1785 | 1995 | 1957 |

1. ↑  Een vetgedrukt getal geeft de hoogste notering aan.
2. ↑  2018 was het eerste jaar met een notering voor dit nummer.